# 研屋町 (名古屋市)
研屋町（とぎやちょう）は、愛知県名古屋市中区の地名。

## 歴史

### 町名の由来
廃刀令発令により、当町に刀剣商が集まったことによるという。

### 沿革
- 1871年（明治4年）9月29日 - 杉ノ町筋の一部により、愛知郡研屋町として成立[1][5]。
- 1878年（明治11年）12月20日 - 名古屋区成立に伴い、同区研屋町となる[5]。
- 1889年（明治22年）10月1日 - 名古屋市成立に伴い、同市研屋町となる[5]。
- 1908年（明治41年）4月1日 - 東区成立に伴い、同区研屋町となる[1]。
- 1929年（昭和4年）6月1日 - 一部が御幸本町通に編入される[5]。
- 1944年（昭和19年）2月11日 - 栄区成立に伴い、同区研屋町となる[1]。
- 1945年（昭和20年）11月3日 - 栄区廃止に伴い、中区研屋町となる[1]。
- 1966年（昭和41年）3月30日 - 住居表示実施に伴い、丸の内三丁目に編入され消滅[1]。